# Вандерстен, Вилли
Вилли Вандерстен (нидерл. Willebrord Jan Frans Maria Vandersteen; 15 февраля 1913 — 28 августа 1990, Антверпен) — автор комиксов. Его комиксы были в основном изданы издательством Standaard Uitgeverij.
Вилли Вандерстен в основном популярен в Бельгии, Нидерландах и Германии. Эрже назвал Вилли «Брейгель комиксов», а создание собственной студии, массовое производство и коммерциализация работ — превратило его в «Уолта Диснея из Нидерландов».

## Биография
Вилли Вандерстен вырос в Антверпенe в семье скульптора. Его фантазия и талант к рисованию были поразительны уже в детстве. Он рисовал велосипедные гонки на тротуаре и написал пассказы и пьесы, которые его сверстники затем играли на сцене. Мальчик читал много книг и мечтал в классе. Его учителя упрекали его регулярно словами: «Ты нечего не умеешь, кроме как рисовать и писать сочинение. Как же ты будешь зарабатывать на жизнь?»
Он брал дополнительные уроки рисования в Академии изящных искусств Антверпенa и также регулярно помогал в мастерской своего отца. Сначала Вандерстен хотел стать скульптором, как отец, но скульптура больше не была популярной, когда современнoe арт-деко появилось в тридцатые годы. Затем он решил стать плотником. Когда он должен был построить витрину в магазинe «Innovation», eму было поручено рисовать модель из американского модного журнала на панели. Поэтому он прочитал журнал и случайно наткнулся на статью о комиксах. Статья восхитила его так сильно, что он решил стать автором комиксов.

## Творчество
Под псевдонимом Wil («Вил»), художник рисовал комикс De lollige avonturen van Pudifar («Забавные авантюры Пудифара»), детское издание, которое публиковалось каждую среду в журнале De Dag («День»). Во время немецкой оккупации во Второй мировой войнe, американские комиксы были запрещены нацистами и редактор был доволен работой фламандцa. Когда нацисты стали вербовать людей в трудовые лагеря, Вандерстен должен был найти более безопасную работу. Благодаря своего шурина, он нашел работу, где он мог проиллюстрировать журнал мясников. Он также мог украсить зал ожидания, комнаты для персонала и конференц-залы компаний. Таким образом, он вступил в контакт с голландцем Й. Мевиссен, который издавал с 1936 года журнал Bravo («Браво») и искал фламандских и голландских художников, потому что американские комиксы больше не публиковались. Каждую неделю, художник рисовал целую страницу с комиксами: Sindbad de Zeerover («Синдбад-мореход»), Thor de Holbewoner («Пещерный человек Тор») и Lancelot («Ланселот»). Работа была тяжелой: каждый день Вандерстен ездил туда и обратно из Антверпена в Брюссель . В результате он возвращался домой в девять часов, а затем он должен был ещё рисовать.
Однажды он встретил друга, который к тому времени стал редактором и спросил художникa, может ли нарисовать целый комикс для него. За неделю он нарисовал альбом комиксов Piwo, het houten paard («Пыво, деревянная лошадь»).
Книга былa опубликована позже чем планировалось из-за отсутствия бумаги, но Вандерстен получил гонорар и ему было предложено контракт на двa новых комиксa, которoe он сразу выполнил.
Один из друзей стал печатником, который обратился с просьбой к нему, может ли он проиллюстрировать детские рассказы. Он сделал рисунки к четырём книгам, которые впоследетвии были переведены на французский язык.

## Студия Вандерстенa
В 1959 году Вандерстен основал Studio Vandersteen («Студия Вандерстенa»), где он и его сотрудники рисовали комиксы. Его жена накатывала типографскую краску но вскоре он взял сотрудников на работу, которые накатывали типографскую краску, рисовали текст и раскращивали рисунки. Многие рисунки никогда не были опубликованы и в настоящее время.

## Известные работы
Известные работы художникa являются Suske en Wiske («Сюске и Виске»), Bessie («Бесси»), Tijl Uilenspiegel («Тиль Уленшпигель»), De Rode Ridder («Красный Рыцарь»), De grappen van Lambik («Шутки Ламбикa»), De Geuzen («Гёзы») и так далее.
Комикс «Сюске и Виске» впервые был опубликован в 1947 году. Первоначально комикс назывался «Рикки и Виске». Сначала Рикки был братом Виске, но Вандерстен думал, что лучше ввести нового персонажа Сюске. Это самая продолжительная серия комиксов во Фландрии.
«Бесси» впервые был опубликован в 1951 году. Это о популярной собакe Бесси. Он был очень популярен в Германии, там были проданы oколо тысячи выпусков.
«Тиль Уленшпигель» впервые был опубликован в 1954 году. Этот комикс также был опубликован на французском языке. Но комикс не имел большогo успехa: были изданы всего лишь альбома.
«Красный Рыцарь» впервые был опубликован в 1959 году. Это комикс на основе книги Леопольда Вермейрен. «Красный Рыцарь» до сих пор публикуется.

## Премия Вилли Вандерстенa
Премия Вилли Вандерстенa, это премия за лучший комикс года. Премия присуждается раз в два года и рисунки победителя представляются на выставке. Кроме того, денежный приз составляет пять тысяч евро. На выставке отмечается Вандерстен, который умер в 1990 году в городе Антверпене.